# Chișcăreni (Sîngerei)
Chișcăreni es una localidad de Moldavia en el distrito (raión) de Sîngerei.
Se conoce la existencia de la localidad desde 1560. Hasta el siglo XVII su nombre era "Zimbruani". Entre 1940 y 1956 fue capital de su propio distrito en la RSS de Moldavia.

## Geografía
Se encuentra a una altitud de 116 m s. n. m. a 107 km de la capital nacional, Chisináu y a 10 km al suroeste de Sîngerei, sobre la carretera M12 que une Chisináu con Bălți.

## Demografía
En el censo 2014 el total de población de la localidad fue de 4 890 habitantes.